# Carl Insulander
Carl Johan Insulander, född 18 juni 1872 i Boda socken, Dalarna, död 28 mars 1958 i Misterhults socken, var en svensk väg- och vattenbyggnadsingenjör. Han var brorson till Ivar Insulander.
Carl Insulander var son till bankdirektören och majoren Johan Denis Insulander. Efter mogenhetsexamen vid Högre latinläroverket i Göteborg blev han elev vid Kungliga Tekniska högskolan och avlade avgångsexamen vid dess väg. och vattenbyggnadslinje 1894. Insulander arbetade därefter som biträdande ingenjör vid östra väg- och vattenbyggnadsdistriktet 1895–1896, blev underlöjtnant vid fortifikationens reserv 1896 och var samma år avdelningsingenjör vid byggandet av Växjö–Tingsryds Järnväg. Han var biträdande ingenjör vid Väg- och vattenbyggnadsstyrelsen 1897 och 1904–1905 och anställd hos ingenjör Josef Richert 1897–1899 och 1900–1902. Insulander var löjtnant i fortifikationens reserv 1899–1900 och blev 1899 löjtnant vid Väg- och vattenbyggnadskåren 1899. Åren 1899–1900 var Insulander chef vid vatten- och avloppsarbeten i Borås och därefter vid liknande arbeten i Sala 1902–1904. Åren 1903–1904 var han tillförordnad professor i vägbyggnadskonst vid Kungliga Tekniska högskolan, konsulterande ingenjör från 1903 och arbetschef i Borlänge 1904–1905. Han var tillsyningsman för Hjälmarens reglering 1905, distriktsingenjör i mellersta väg- och vattenbyggnadsdistriktet 1905–1918, förordnad som byråchef vid väg- och vattenbyggnadsstyrelsen 1909, 1916–1918 och 1926–1930 samt blev 1911 kapten vid Väg- och vattenbyggnadskåren.
Insulander var ordförande i kommittén förande ödebygds- och utfartsvägar 1918, vattenrättsingenjör vid Söderbygdens vattendomstol 1918–1932, blev major vid väg- och vattenbyggnadskåren 1918 och var tillförordnad distriktschef för mellersta distriktet 1919–1930. År 1929 blev han överstelöjtnant vid väg- och vattenbyggnadskåren, var 1929–1930 hamninspektör i väg- och vattenbyggnadsstyrelsen 1929–1930, tillförordnad baninspektör 1930–1935, tillförordnad chef för väg- och vattenbyggnadskåren 1932–1933 och 1935–1936 tillförordnad chef för väg- och vattenbyggnadsstyrelsens järnvägsbyrå. Åren 1938–1941 var Insulander ordförande för torrläggningskommittén. Han är begravd på Djursholms begravningsplats.